# Мерва (пчеловодство)

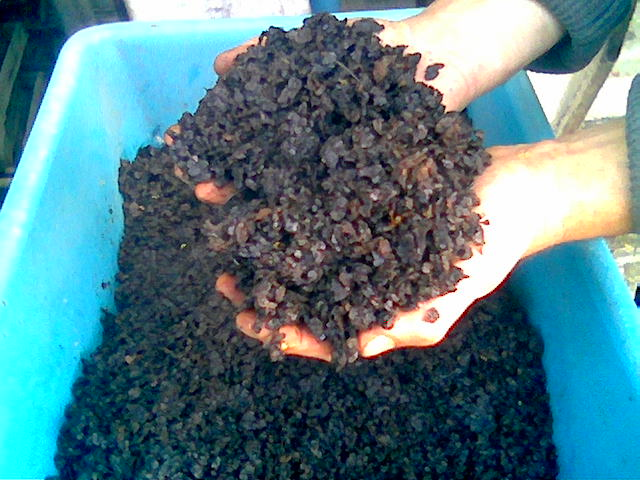

Мерва — продукт пчеловодства, остаток после перетопки старых сот. Мерва состоит из остатков личинок пчёл, перги, кокона и других продуктов жизнедеятельности пчёл.
Мерва имеет вид комковатой массы чёрного или тёмного-бурого цвета, в которой сложно различить отдельные ячейки сот. После солнечной воскотопки мерва содержит от 35—50 % воска, который добывается с помощью воскопресса. Мерва после воскопресса содержит много влаги, поэтому её обычно просушивают. Полученный в результате воск имеет также тёмно-бурый или чёрный цвет и используется только в технических целях.
Оставшуюся после пресса мерву используют в качестве удобрения или добавляют в дымарь, благодаря чему дым становится холодным и мягким, а пчёлы менее агрессивны по сравнению с использованием обычной древесины.
При повышенной влажности мерва плесневеет. По отношению к ней действуют те же правила хранения, что и для воска или воскосырья. При определённых условиях мерву может поразить восковая моль.